# Exportación (lógica)
Exportación es una regla de reemplazo válida de la lógica proposicional. La regla establece que si {\displaystyle P} implica {\displaystyle Q}, que a su vez implica {\displaystyle R}, entonces  {\displaystyle P} y {\displaystyle Q} implica {\displaystyle R} y viceversa. La regla permite sustituir sentencias condicionales que tengan antecedentes conjuntivos por declaraciones que tienen consecuentes condicionales y viceversa en pruebas lógicas. Esta es la representación simbólica de la regla:
{\displaystyle ((P\land Q)\to R)\Leftrightarrow (P\to (Q\to R))}
Donde "{\displaystyle \Leftrightarrow }" es un símbolo metalógico que representa  "puede ser reemplazado en una demostración con"

## Notación formal
La regla de exportación puede escribirse en la notación subsiguiente:
{\displaystyle ((P\land Q)\to R)\vdash (P\to (Q\to R))}
donde {\displaystyle \vdash } es un símbolo metalógico significando que {\displaystyle (P\to (Q\to R))} es consecuencia sintáctica de {\displaystyle ((P\land Q)\to R)} en algún sistema lógico;
o en forma de regla:
{\displaystyle {\frac {(P\land Q)\to R}{P\to (Q\to R)}}.}
donde la regla es que cada vez que en las líneas de una demostración aparezcan las instancias de "{\displaystyle (P\land Q)\to R}", éstas pueden ser reemplazadas con "{\displaystyle P\to (Q\to R)}";
{\displaystyle (P\to Q)\leftrightarrow (P\to (P\land Q))}
y expresado como una tautología o teorema de la lógica proposicional.
{\displaystyle ((P\land Q)\to R))\to (P\to (Q\to R)))}
donde {\displaystyle P}, {\displaystyle Q}, y {\displaystyle R} son proposiciones expresadas en algún sistema lógico.

## Lenguaje natural

### Valores de verdad
En todo momento si P→Q  es cierto, puede ser reemplazado por P→(P∧Q). 

Uno de los casos posibles para P→Q es para P es verdadero y Q es verdadero; por lo tanto P∧Q también es verdad y P→(P∧Q) es verdadero. 

Otro caso posible establece como falso P y Q como verdadero. Por lo tanto, P∧Q es falso y P→(P∧Q) es falso; falso→falso es verdadero. 

El último caso se produce cuando tanto P y Q son falsas. Por lo tanto, P∧Q es falso y P→(P∧Q) es verdadero.

### Ejemplo
Que llueva y el sol brille implica que hay un arcoíris. 

Por lo tanto, si llueve, entonces el sol brilla implica que hay un arcoíris.

## Relación a funciones
La exportación está asociada a la Currificación mediante la correspondencia de Curry-Howard.